# Roosjessteenbreek
De roosjessteenbreek (Saxifraga rosacea) is een overblijvende plant, die behoort tot de steenbreekfamilie. De soort komt van nature voor in West- en Centraal-Europa, IJsland, de Faeröer, Groenland. De Rijnse steenbreek (Saxifraga rosacea subsp. sternbergii (Willd.) Kerguélen & Lambinon (syn.: Saxifraga rosacea Moench subsp. sponhemica (C.C. Gmelin) D.A. Webb, Saxifraga rosacea subsp. sternbergii (Willd.) Kerguélen & Lambinon) komt van nature voor in Oost-Frankrijk, West-Duitsland, Tsjechië, Polen en in Wallonië. Het aantal chromosomen is 2n = 32, 48, 50, 52, 56, 64 of 66.
De polvormende plant wordt 5-20 cm hoog, vormt een bladrozet en tot 10 cm lange uitlopers. De met klierharen bezette stengels zijn liggend met later rechtopstaande of rechtopgaande, niet-bloeiende zijscheuten. De bladeren van de niet-bloeiende zijscheuten zijn duidelijk gesteeld en veerspletig met drie tot vijf punten. De uiteinden zijn stomp tot puntig en zijn alleen bij de Rijnse steenbreek stekelpuntig. Het blad is 7-15 mm lang en 6-20 mm breed.
De roosjessteenbreek bloeit vanaf mei tot in juli met witte bloemen. De bloeiwijze bestaat uit 2-9 bloemen. De kelkbladen zijn 2-4 mm lang. De kroonbladen zijn 3-4 keer zo lang als de kelkbladen. De meeldraden zijn half zo lang als de kroonbladen.
De vrucht is een eivormige tot bijna bolvormige doosvrucht.

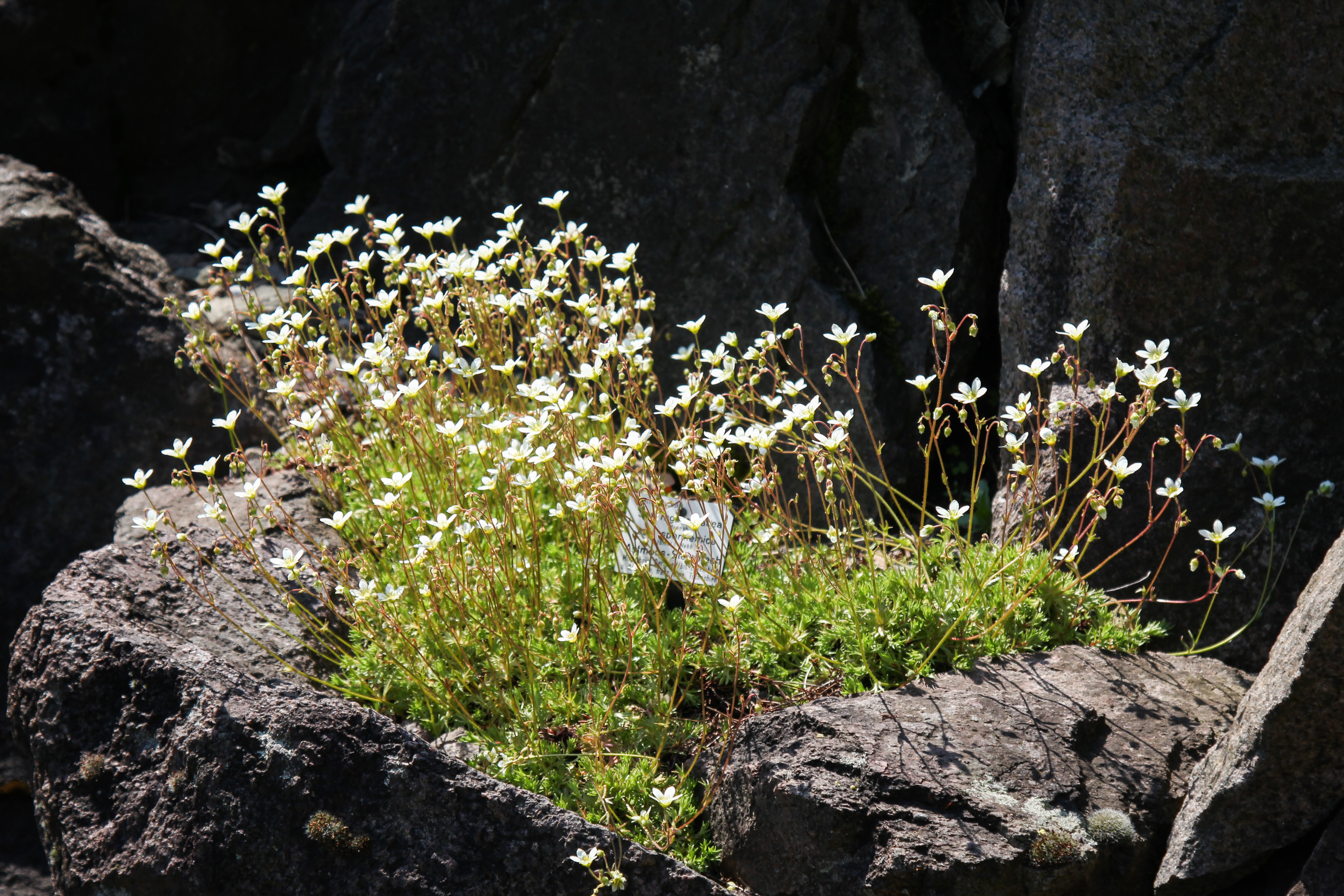
Plant Rijnse steenbreek
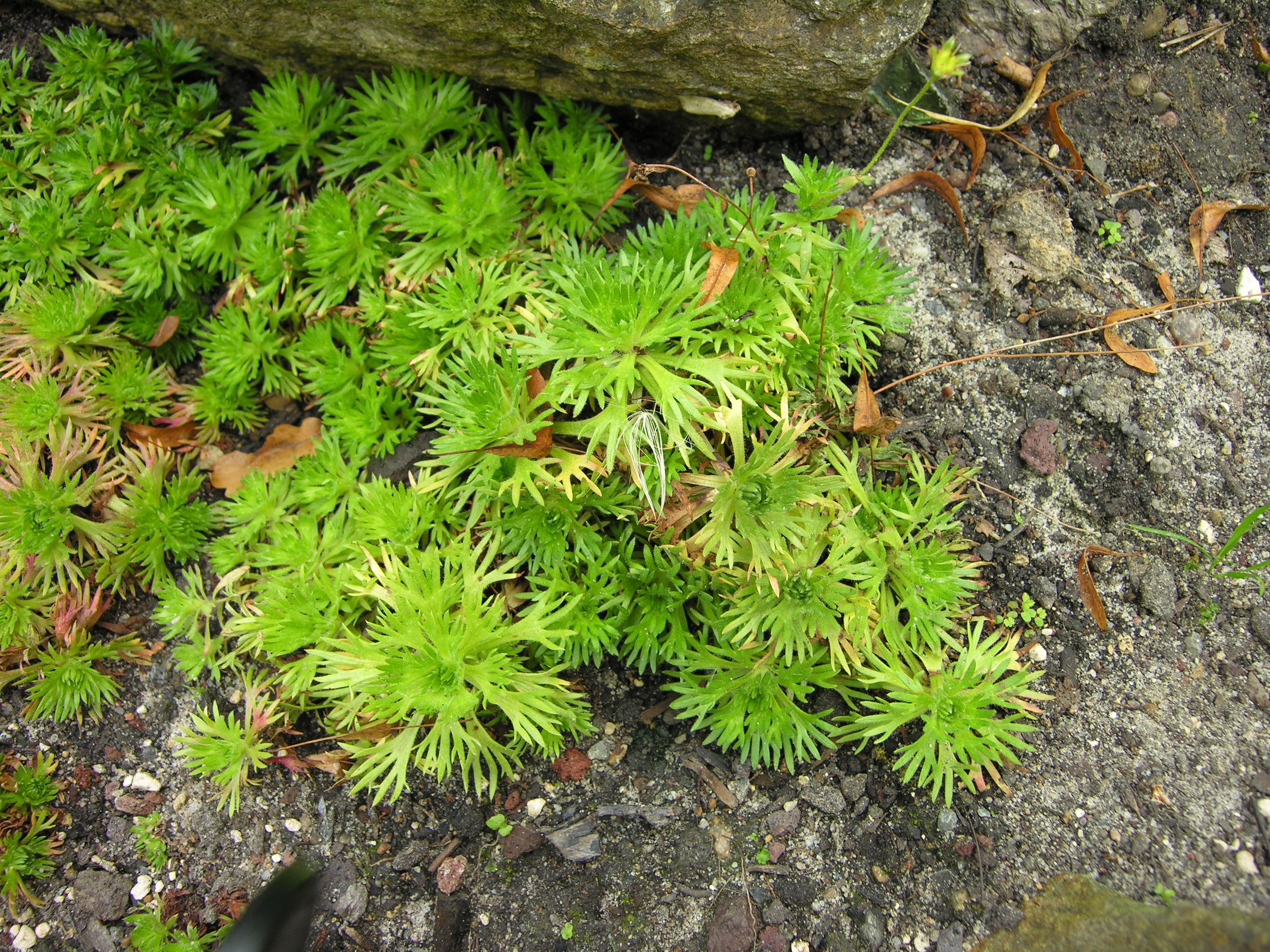
Plant Rijnse steenbreek
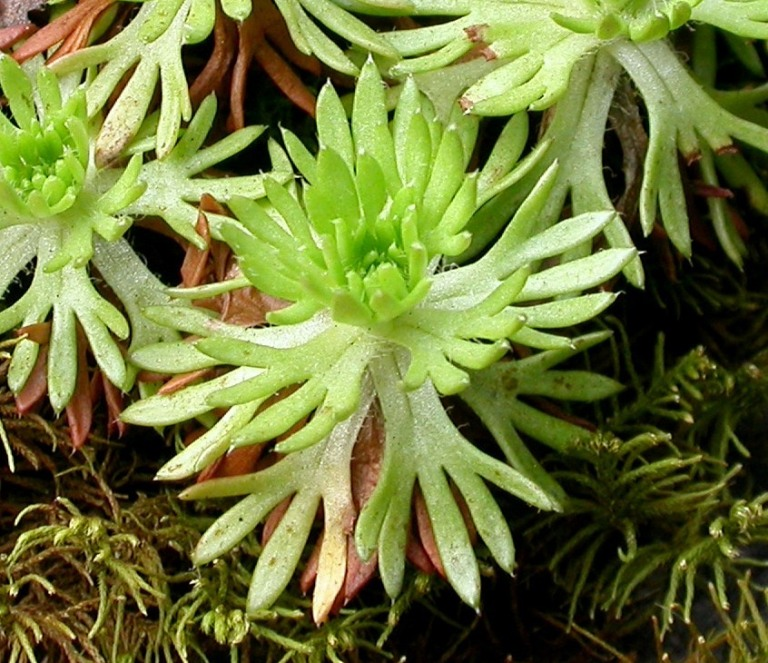
Blad Rijnse steenbreek
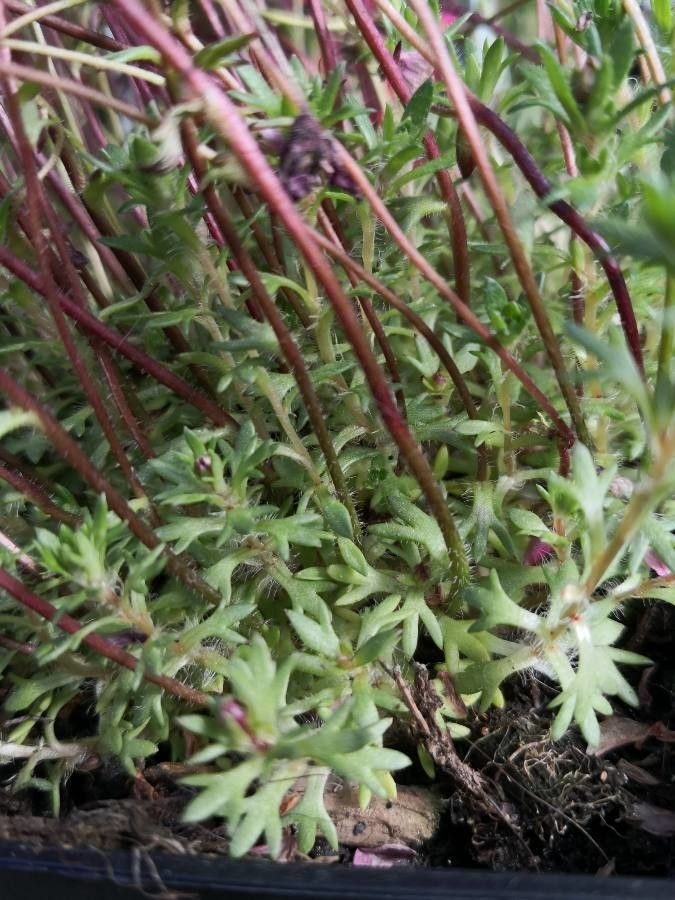
Stengels roosjessteenbreek
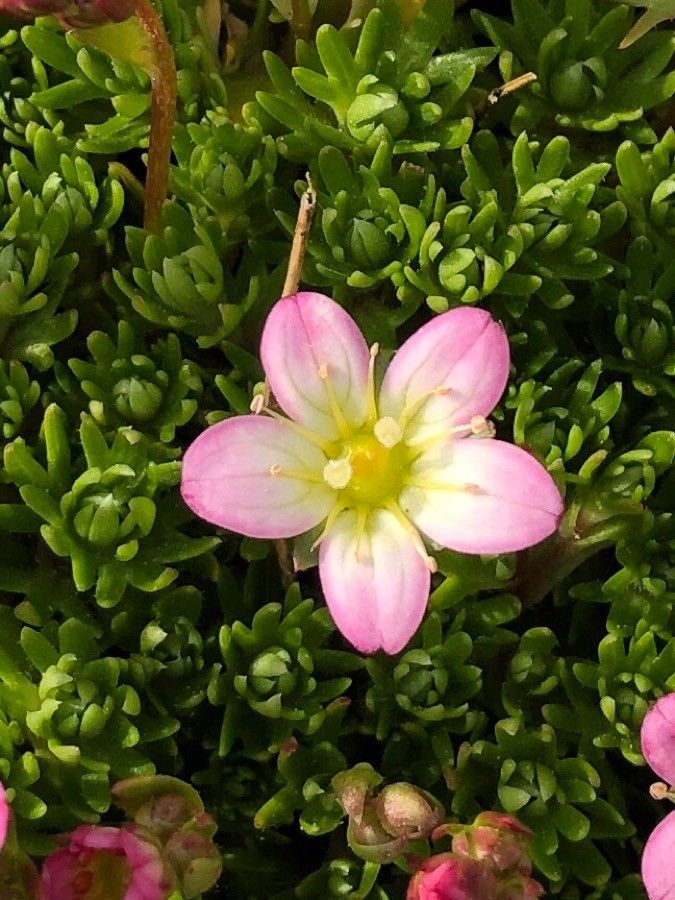
Bloem roosjessteenbreek

De roosjessteenbreek groeit in rotsspleten en op puin, maar minder op muren. Het geeft de voorkeur aan een vochtige tot matig droge, kalkrijke bodem.

## Cultivars
Er zijn cultivars met roze of roodpaarse bloemen.

## Ondersoorten
In Europa worden de volgende ondersoorten onderscheiden:
- Saxifraga rosacea subsp. hartii (D.A.Webb) D.A.Webb; komt alleen voor op de Araneilanden in Noordwest-Ierland en heeft het aantal chromosomen van 2n = 50
- Saxifraga rosacea Moench subsp. rosacea; komt in Europa alleen voor in Noordwest-Europa, in Oost-Frankrijk en in Duitsland en heeft het aantal chromosomen van 2n = 48, 52 of 56
- Saxifraga rosacea subsp. steinmannii (Tausch) Holub; komt alleen voor in de centrale Elbe-vallei in Tsjechië en heeft het aantal chromosomen van 2n = 52, ongeveer 56 of 66
- Saxifraga rosacea subsp. sternbergii (Willd.) Kerguélen & Lambinon (syn.: Saxifraga rosacea subsp. sponhemica (C.C. Gmelin) D.A. Webb, S. cespitosa subsp. sponhemica (C.C. Gmelin) Bonnier & Layens) (Rijnse steenbreek); komt alleen voor in België, in Oost-Frankrijk, West-Duitsland, Tsjechië en Polen en heeft het het aantal chromosomen van 2n = 52.[2]